# فینال جام اتحادیه فوتبال انگلستان ۱۹۸۲
فینال جام اتحادیه فوتبال انگلستان ۱۹۸۲، رقابت پایانی جام اتحادیه فوتبال انگلستان در سال ۱۹۸۲ میلادی است که مابین دو تیم باشگاه فوتبال لیورپول و باشگاه فوتبال تاتنهام در ورزشگاه ومبلی لندن برگزار شده‌است.
این مسابقه که در تاریخ ۱۳ مارس ۱۹۸۲ انجام شده‌است با نتیجه ۳ بر ۱ به سود تیم باشگاه فوتبال لیورپول به پایان رسید.